# Réserve spéciale d'Analamazoatra
La réserve spéciale d'Analamazoatra est un annexe au parc national d'Andasibe-Mantadia.

## Géographie
Elle se situe près du village d'Andasibe, à 30 km de Moramanga dans la région Alaotra-Mangoro.

## Faune
Onze espèces de lémuriens vivent dans la réserve :
- le Grand Hapalémur (Prolemur simus) ;
- l’Indri (Indri indri) ;
- le Lémur à ventre roux (Eulemur rubriventer) ;
- l’Hapalemur gris (Haplemur griseus) ;
- le Lémur à crinière (Varecia Variegata) ;
- le Propithèque à diadèmes (Propithecus diadema) ;
- l’Avahi laineux (Avahi laniger) ;
- l’Aye-aye (Daubentonia madagscariensis) ;
- le grand Cheirogale (Cheirogaleus major).

On y trouve aussi 51 espèces de reptiles, dont le boa Sanzinia madagascariensis, 84 espèces d'amphibiens et plus d'une centaine d'espèces d'oiseaux.